# عارف الشهابي
عارِف الشِّهَابي (1306 - 1334 هـ / 1889 - 1916 م) هو من أمراء الأسرة الشهابية ومن شهداء العرب.
هو عارف بن محمد سعيد بن جهجاه بن حسين الشهابي. ولد في حاصبيا وتعلم في دمشق والأستانة. أسّس جمعية النهضة العربية لمقاومة التتريك فأعدم بأمر من جمال باشا (1916 م) وهو في رونق شبابه. كان يجيد التركية والفرنسية، وترجم عن الأولى رواية «فتح الأندلس» للشاعر عبد الحق حامد. وله كتاب في «تاريخ الإسلام».